# Fuentelarreina
Fuentelarreina es un barrio perteneciente al distrito de Fuencarral-El Pardo de Madrid. Limita al norte con el campo de la Real Federación Española de Golf y la M-40, al este con las calles Arroyo del Monte, Gabriela Mistral, Gavilanes, Gascones y Cantalejo, al sur con la M-30 y al oeste con la carretera de El Pardo (M-605) y la tapia del Monte de El Pardo.

## Transportes

### Cercanías Madrid
El barrio no posee ninguna estación de Cercanías. La estación más accesible desde el barrio es la de Pitis (C-7 y C-8).

### Metro de Madrid
El barrio tampoco posee estaciones de Metro. Se consideran estaciones de acercamiento:
- Moncloa (líneas 3 y 6, barrio de Argüelles, distrito de Moncloa-Aravaca) a la que se puede llegar mediante los autobuses 82, 83 y 133.
- Ciudad Universitaria (línea 6, barrio de Ciudad Universitaria, distrito de Moncloa-Aravaca) a la que se puede llegar mediante el autobús 82.
- Avenida de la Ilustración (línea 7, barrio de Peñagrande) a la que se puede llegar mediante los autobuses 83 y 133.
- Barrio del Pilar (línea 9, barrio del Pilar) a la que se puede llegar mediante el autobús 83.
- Herrera Oria (línea 9, barrio del Pilar) a la que se puede llegar mediante el autobús 133.

### Autobuses
Son varias las líneas urbanas e interurbanas que recorren el barrio.
| Línea | Terminales                                          |
| ----- | --------------------------------------------------- |
| 82    | Moncloa – Pitis                                     |
| 83    | Moncloa – Barrio de la Paz                          |
| 133   | Callao – Mirasierra                                 |
| 164   | Moncloa - El Pardo                                  |
| 179   | Plaza de Castilla - El Pardo                        |
| N20   | Cibeles – Pitis                                     |
| N31   | Moncloa - El Pardo                                  |
| 815   | Madrid (Estación de Chamartín) - Pozuelo de Alarcón |